# Атлас, Доротея Генриховна
Доротея Генриховна Атлас (1874 — не ранее 1929) — историк Одессы, краевед.

## Биография
Родилась 15 января 1874 в семье австрийско-подданных, иудейского вероисповедания. Рано осталась без отца — Генрих Атлас (1819—1885, Одесса) умер от воспаления лёгких 23 марта 1885 года. Мать — Луиза Иоановна Атлас (1842 — 23 декабря 1908, Одесса). У неё была старшая сестра Терезия (1869—?) и младшая сестра Сусана-Амалия (1875—1876). Старший брат — доктор медицины Иосиф Генрихович Атлас (1861 — 1929, Баку).
Начальное образование получила дома. В 1886 году поступила в Мариинской Одесской городской общественной женской гимназии, которую закончила в 1892 году со званием домашней наставницы с правом преподавать арифметику, историю, географию.
С 1892 года 11 лет непрерывно преподавала в школах Одесского учебного округа. Отстаивала принципы гармоничного воспитания, применение междисциплинарных связей.
В 1903—1909 годах училась на языковом отделении Одесских высших женских курсов, а с 1909 года — юридическом факультете Императорского Новороссийского университета, который закончила в 1912 году. В 1917—1918 годах возглавлял товарищество старых курсисток — Одесских высших женских курсов, организовывала лекции.
Главное влияние на формирование её историографических интересов имел профессот И. А. Линниченко. По его инициативе и на его средства были изданы два выпуска «Трудов слушательниц Одесские высшие жиночи курсы», где были напечатаны её первые работы, она прочитала ранее как доклады на семинарах И. Линниченко. Продолжая излагать в сер. школе (в частности в гимназии К. Пашковской), в течение 1911—1916 годов активно участвовала в работе — Одесское библиографическое общество при Императорском Новороссийском университете (входила в ревизионной комиссии, читала доклады краеведческого и педагогического содержания).
В 1913 году издала брошюру, в которой осуждала дело Бейлиса. Вместе с И. Линниченко приняла участие в разработке и популяризации проекта основания музея истории Одессы. В 1917 году была одним из популяризаторов идеи основания в Одессе Народного университета.
В 1923—1924 годах — член Одесской комиссии краеведения при Всеукраинская академия наук, планировала исследовать историю Молдаванки. Однако главным образом сосредоточилась на работе в трудовой школе и массовых библиотеках Одессы.
На 1929 год работала директором трудшколы № 65. Была подвергнута острой критике в прессе за то, что прививала детям общечеловеческие ценности, уважение к классикам литературы, а не догматов марксизма, атеизма и его проповедников. Её взгляды были названы «толстовскими».

## Научная деятельность
Научные разработки Д. Атлас были посвящены истории Одессы, России, проблемам педагогики и источниковедению. В общем доработок историка состоит не менее чем из 33 работ.
Одной из первых в Одессе она подчеркивала необходимость преподавания краеведения в средней школе. Написала первый учебник для средних школ по истории Одессы, который отмечался лаконичностью, доступностью, четкой и логичной структурой, иллюстративностью. Оригинальным был её метод проведения анкетирования среди учащихся для выяснения уровня их знаний по истории Одессы.
Для её работ по истории Одессы были присущи художественность изложения, внимание к народному быту и песен, рассмотрение истории Хаджибей как предыстории Одессы. Отводила должное место украинскому этносу в основании и развитии города, что не замечают, а порой отрицают некоторые современные краеведы.
Материалы по истории Одессы часто обнародовала на страницах ведущих одесских газет «Одесские новости» и «Одесский листок». Одной из первых подробно осветила борьбу среди чиновников по учреждению порта и города на побережье Чёрного моря.
Стремилась не столько к научности, как к воспитанию местного патриотизма. Это приводило к определённой идеализации лиц — основателей города. Однако в «легком стиле» была и сильная сторона её работ, ведь именно они, а не «тяжелые» научные исследования способствовали формированию мифа о «Южную Пальмиру», входили в круг чтения большинства образованных одесситов.
Как источниковед проанализировала несколько документов дипломатии XVIII в., Обратив внимание на события связанные с историей Южной Украины, собрала воспоминания студентов и курсисток о проф. А. Павловского, упорядочила личный архив проф. А. Маркевича.
На сегодня основные труды Д. Атлас широко известны среди краеведов, а дважды переиздана в конце ХХ — начале XXI в. «Старая Одесса» является своеобразным библиографическим брендом для всех кто хочет ознакомиться с одним из самых известных городов Украины.

## Научные публикации
- Джемс Гаррис, его дипломатическая миссия и письма из России // Труды слушательниц ОВЖК. — Одесса, 1910. — Т. 1, вып. 1.
- Дневник французского дипломата Мари-Даниэля де Кобероне // Там само; Старая Одесса, её друзья и недруги // Труды слушательниц ОВЖК. — Одесса, 1911. — Т. 1, вып. ІІ. та окремо;
- Учебная книжка «Одесса». Руководство для учащихся в низших и средних учебных заведениях. — Одесса, 1915—1916.